# 五国护照集团
五国护照集团（英語：Five Nations Passport Group）是由澳大利亚、加拿大、新西兰、英国和美国的护照签发机构共同举办的一个国际论坛，旨在分享护照签发、开发和管理方面的最佳做法。每年一度的五国护照会议是参与机构官员之间的非正式面对面会议，有时也会邀请成员国以外的嘉宾，如2011年邀请爱尔兰外交和贸易部，该会议最早从2004年开始。
成员国的护照签发机构具有可比性：护照签发系统大多是集中的，服务渠道彼此类似。五国均没有强制性的身份管理系统，中央公民数据库或注册表无法提供公民个人信息。

## 参与机构
各国参与机构为该国护照签发机构：
- : 澳大利亚护照办公室（英语：Australian Passport Office）
- 加拿大: 加拿大移民、难民及公民部
- 新西兰: 紐西蘭內政部（英语：Department of Internal Affairs）
- 英国: 英國護照署
- 美国: 美国国务院

## 护照规格
与统一格式的欧盟不同，五国护照是通过分享经验和信息各自发展的。不过，五国护照都包含生物识别，并且是机器可读，尺寸为B7（88毫米×125毫米）。
通常，五国护照持有者都可以进入彼此的自助出入境检查系统。目前，五国护照持有人都可以使用澳大利亚和新西兰的SmartGate系统，和英国的ePassport。此外，英国护照持有者可以使用美国全球入境计划，而加拿大公民可以使用NEXUS计划。澳大利亚正计划加入全球入境计划。

## 护照数量
目前各国流通中的护照数量如下：
| 护照国   | 护照国   | 流通护照                 |
| -------- | -------- | ------------------------ |
| 澳大利亚 | 澳大利亚 | 14,614,941 (2020)        |
| 加拿大   | 加拿大   | 23,790,000 (2018)        |
| 新西兰   | 新西兰   | 2,900,000                |
| 英国     | 英国     | 51,116,513 (2019)        |
| 英国     | 直布罗陀 | 2,240 (2019)             |
| 英国     | 其他     | 421,828 (2019)           |
| 美国     | 美国     | 143,116,633 (2020财政年) |